# Tournoi de tennis de Vancouver
Le tournoi de Vancouver (Colombie-Britannique, Canada) est un tournoi de tennis des circuits professionnels masculin ATP et féminin WTA.
Le tournoi féminin existe depuis 2002 se jouant sur dur et en extérieur. 16 éditions ont été jouées dans le cadre du circuit secondaire ITF.
Une 1ère édition WTA Tier V s'est jouée en 2004. En 2022, le tournoi féminin intègre le calendrier des tournois WTA 125.
Pour les hommes, le tournoi a été organisé de 1970 à 1973. Un tournoi du circuit Challenger est créé en 2005 et organisé conjointement avec l'épreuve féminine (sauf en 2016 pour cause de Jeux Olympiques).
Ce tournoi d'une dotation cumulée de plus de 200 000 $, ce qui en fait l'un des plus importants des circuits secondaires, se déroule généralement en août sur dur au Hollyburn Country Club. Il attire des joueurs et joueuses du Top 100 mondial qui viennent se préparer pour l'US Open.

## Palmarès dames

### Simple
| No | Date       | Nom et lieu du tournoi                | Catégorie      | Dotation       | Surface        | Vainqueure          | Finaliste           | Score          |                |
| -- | ---------- | ------------------------------------- | -------------- | -------------- | -------------- | ------------------- | ------------------- | -------------- | -------------- |
| 1  | 29-07-2002 | Odlum Brown Women’s Open, Vancouver   | ITF            | 25 000 $       | Dur (ext.)     | Maria Sharapova     | Laura Granville     | 0-6, 6-3, 6-1  |                |
| 2  | 07-07-2003 | Odlum Brown Women’s Open, Vancouver   | ITF            | 25 000 $       | Dur (ext.)     | Anna-Lena Grönefeld | Vilmarie Castellvi  | 6-2, 6-4       |                |
| 3  | 09-08-2004 | Odlum Brown Women’s Open, Vancouver   | Tier V         | 110 000 $      | Dur (ext.)     | Nicole Vaidišová    | Laura Granville     | 2-6, 6-4, 6-2  | Tableau        |
| 4  | 01-08-2005 | Odlum Brown Vancouver Open, Vancouver | ITF            | 25 000 $       | Dur (ext.)     | Ansley Cargill      | Mélanie Gloria      | 6-4, 6-2       |                |
| 5  | 31-07-2006 | Odlum Brown Vancouver Open, Vancouver | ITF            | 25 000 $       | Dur (ext.)     | Ansley Cargill      | Valérie Tétreault   | 7-5, 6-4       |                |
| 6  | 30-07-2007 | Odlum Brown Vancouver Open, Vancouver | ITF            | 50 000 $       | Dur (ext.)     | Anne Keothavong     | Stéphanie Dubois    | 7-5, 6-1       |                |
| 7  | 28-07-2008 | Odlum Brown Vancouver Open, Vancouver | ITF            | 50 000 $       | Dur (ext.)     | Urszula Radwańska   | Julie Coin          | 2-6, 6-3, 7-5  |                |
| 8  | 03-08-2009 | Odlum Brown Vancouver Open, Vancouver | ITF            | 75 000 $       | Dur (ext.)     | Stéphanie Dubois    | Sania Mirza         | 1-6, 6-4, 6-4  |                |
| 9  | 02-08-2010 | Odlum Brown Vancouver Open, Vancouver | ITF            | 75 000 $       | Dur (ext.)     | Jelena Dokić        | Virginie Razzano    | 6-1, 6-4       |                |
| 10 | 01-08-2011 | Odlum Brown VanOpen, Vancouver        | ITF            | 100 000 $      | Dur (ext.)     | Aleksandra Wozniak  | Jamie Hampton       | 6-3, 6-1       |                |
| 11 | 30-07-2012 | Odlum Brown VanOpen, Vancouver        | ITF            | 100 000 $      | Dur (ext.)     | Mallory Burdette    | Jessica Pegula      | 6-3, 6-0       |                |
| 12 | 29-07-2013 | Odlum Brown VanOpen, Vancouver        | ITF            | 100 000 $      | Dur (ext.)     | Johanna Konta       | Sharon Fichman      | 6-4, 6-2       |                |
| 13 | 28-07-2014 | Odlum Brown VanOpen, Vancouver        | ITF            | 100 000 $      | Dur (ext.)     | Jarmila Gajdošová   | Lesia Tsurenko      | 3-6, 6-2, 7-63 |                |
| 14 | 17-08-2015 | Odlum Brown VanOpen, Vancouver        | ITF            | 100 000 $      | Dur (ext.)     | Johanna Konta       | Kirsten Flipkens    | 6-2, 6-4       |                |
|    | 2016       | Pas de tournoi                        | Pas de tournoi | Pas de tournoi | Pas de tournoi | Pas de tournoi      | Pas de tournoi      | Pas de tournoi | Pas de tournoi |
| 15 | 14-08-2017 | Odlum Brown VanOpen, Vancouver        | ITF            | 100 000 $      | Dur (ext.)     | Maryna Zanevska     | Danka Kovinić       | 5-7, 6-1, 6-3  |                |
| 16 | 13-08-2018 | Odlum Brown VanOpen, Vancouver        | ITF            | 100 000 $      | Dur (ext.)     | Misaki Doi          | Heather Watson      | 64-7, 6-1, 6-4 |                |
| 17 | 12-08-2019 | Odlum Brown VanOpen, Vancouver        | ITF            | 100 000 $      | Dur (ext.)     | Heather Watson      | Sara Sorribes Tormo | 7-5, 6-4       |                |
|    | 2020-2021  | Pas de tournoi                        | Pas de tournoi | Pas de tournoi | Pas de tournoi | Pas de tournoi      | Pas de tournoi      | Pas de tournoi | Pas de tournoi |
| 18 | 14-08-2022 | Odlum Brown VanOpen, Vancouver        | WTA 125        | 115 000 $      | Dur (ext.)     | V.Grammatikopoulou  | Lucia Bronzetti     | 6-2, 6-4       | Tableau        |

### Double
| No | Date       | Nom et lieu du tournoi               | Catégorie      | Dotation       | Surface        | Vainqueures                          | Finalistes                        | Score             |                |
| -- | ---------- | ------------------------------------ | -------------- | -------------- | -------------- | ------------------------------------ | --------------------------------- | ----------------- | -------------- |
| 1  | 29-07-2002 | Odlum Brown Women’s Open Vancouver   | ITF            | 25 000 $       | Dur (ext.)     | Amanda Augustus Renata Kolbovic      | Lauren Kalvaria Gabriela Lastra   | 7-5, 7-5          |                |
| 2  | 07-07-2003 | Odlum Brown Women’s Open Vancouver   | ITF            | 25 000 $       | Dur (ext.)     | Amanda Augustus Mélanie Marois       | Nicole Sewell Andrea van den Hurk | 7-64, 6-4         |                |
| 3  | 09-08-2004 | Odlum Brown Women’s Open Vancouver   | Tier V         | 110 000 $      | Dur (ext.)     | Bethanie Mattek Abigail Spears       | Els Callens Anna-Lena Grönefeld   | 6-3, 6-3          | Tableau        |
| 4  | 01-08-2005 | Odlum Brown Vancouver Open Vancouver | ITF            | 25 000 $       | Dur (ext.)     | Sarah Borwell Sarah Riske            | Lauren Barnikow Antonia Matic     | 6-4, 3-6, 7-60    |                |
| 5  | 31-07-2006 | Odlum Brown Vancouver Open Vancouver | ITF            | 25 000 $       | Dur (ext.)     | Nicole Kriz Story Tweedie-Yates      | Jennifer Magley Courtney Nagle    | 7-5, 6-3          |                |
| 6  | 30-07-2007 | Odlum Brown Vancouver Open Vancouver | ITF            | 50 000 $       | Dur (ext.)     | Stéphanie Dubois Marie-Ève Pelletier | Soledad Esperón Agustina Lépore   | 6-4, 6-4          |                |
| 7  | 28-07-2008 | Odlum Brown Vancouver Open Vancouver | ITF            | 50 000 $       | Dur (ext.)     | Carly Gullickson Nicole Kriz         | Christina Fusano Junri Namigata   | 64-7, 6-1, [10-5] |                |
| 8  | 03-08-2009 | Odlum Brown Vancouver Open Vancouver | ITF            | 75 000 $       | Dur (ext.)     | Ahsha Rolle Riza Zalameda            | Madison Brengle Lilia Osterloh    | 6-4, 6-3          |                |
| 9  | 02-08-2010 | Odlum Brown Vancouver Open Vancouver | ITF            | 75 000 $       | Dur (ext.)     | Chang Kai-Chen Heidi El Tabakh       | Irina Falconi Amanda Fink         | 3-6, 6-3, [10-4]  |                |
| 10 | 01-08-2011 | Odlum Brown VanOpen Vancouver        | ITF            | 100 000 $      | Dur (ext.)     | Karolína Plíšková Kristýna Plíšková  | Jamie Hampton N. Lertcheewakarn   | 5-7, 6-2, [10-2]  |                |
| 11 | 30-07-2012 | Odlum Brown VanOpen Vancouver        | ITF            | 100 000 $      | Dur (ext.)     | Julia Glushko Olivia Rogowska        | Jacqueline Cako Natalie Pluskota  | 6-4, 5-7, [10-7]  |                |
| 12 | 29-07-2013 | Odlum Brown VanOpen Vancouver        | ITF            | 100 000 $      | Dur (ext.)     | Sharon Fichman Maryna Zanevska       | Jacqueline Cako Natalie Pluskota  | 6-2, 6-2          |                |
| 13 | 28-07-2014 | Odlum Brown VanOpen Vancouver        | ITF            | 100 000 $      | Dur (ext.)     | Asia Muhammad Maria Sanchez          | Jamie Loeb Allie Will             | 6-3, 1-6, [10-8]  |                |
| 14 | 17-08-2015 | Odlum Brown VanOpen Vancouver        | ITF            | 100 000 $      | Dur (ext.)     | Johanna Konta Maria Sanchez          | Raluca Olaru Anna Tatishvili      | 7-65, 6-4         |                |
|    | 2016       | Pas de tournoi                       | Pas de tournoi | Pas de tournoi | Pas de tournoi | Pas de tournoi                       | Pas de tournoi                    | Pas de tournoi    | Pas de tournoi |
| 15 | 14-08-2017 | Odlum Brown VanOpen Vancouver        | ITF            | 100 000 $      | Dur (ext.)     | Jessica Moore Jocelyn Rae            | Desirae Krawczyk Giuliana Olmos   | 6-1, 7-5          |                |
| 16 | 13-08-2018 | Odlum Brown VanOpen Vancouver        | ITF            | 100 000 $      | Dur (ext.)     | Desirae Krawczyk Giuliana Olmos      | Kateryna Kozlova Arantxa Rus      | 6-2, 7-5          |                |
| 17 | 12-08-2019 | Odlum Brown VanOpen Vancouver        | ITF            | 100 000 $      | Dur (ext.)     | Nao Hibino Miyu Kato                 | Naomi Broady Erin Routliffe       | 6-2, 6-2          |                |
|    | 2020-2021  | Pas de tournoi                       | Pas de tournoi | Pas de tournoi | Pas de tournoi | Pas de tournoi                       | Pas de tournoi                    | Pas de tournoi    | Pas de tournoi |
| 18 | 14-08-2022 | Odlum Brown VanOpen Vancouver        | WTA 125        | 115 000 $      | Dur (ext.)     | Miyu Kato Asia Muhammad              | Tímea Babos Angela Kulikov        | 6-3, 7-5          | Tableau        |

## Palmarès messieurs

### Simple
| No | Date       | Nom et lieu du tournoi                | Catégorie      | Dotation       | Surface         | Vainqueur           | Finaliste          | Score              |                |
| -- | ---------- | ------------------------------------- | -------------- | -------------- | --------------- | ------------------- | ------------------ | ------------------ | -------------- |
| 1  | 28-09-1970 | Rothmans Open, Vancouver              | WCT            | NC $           | Moquette (int.) | Rod Laver           | Roy Emerson        | 6-2, 6-1, 6-2      |                |
| 2  | 11-10-1971 | Rothmans International, Vancouver     | WCT            | NC $           | Dur (ext.)      | Ken Rosewall        | Tom Okker          | 6-2, 6-2, 6-4      |                |
| 3  | 23-10-1972 | Rothmans Canadian Open, Vancouver     | WCT            | NC $           | Dur (ext.)      | John Newcombe       | Marty Riessen      | 6-7, 7-6, 7-6, 7-5 |                |
| 4  | 02-04-1973 | Rothmans International, Vancouver     | WCT            | NC $           | Dur (ext.)      | Tom Gorman          | Jan Kodeš          | 3-6, 6-2, 7-5      |                |
|    | 1974-2004  | Pas de tournoi                        | Pas de tournoi | Pas de tournoi | Pas de tournoi  | Pas de tournoi      | Pas de tournoi     | Pas de tournoi     | Pas de tournoi |
| 5  | 01-08-2005 | Odlum Brown Vancouver Open, Vancouver | Challenger     | 100 000 $      | Dur (ext.)      | Dudi Sela           | Paul Baccanello    | 6-2, 6-3           |                |
| 6  | 31-07-2006 | Odlum Brown Vancouver Open, Vancouver | Challenger     | 100 000 $      | Dur (ext.)      | Rik De Voest        | Amer Delić         | 7-64, 6-2          |                |
| 7  | 30-07-2007 | Odlum Brown Vancouver Open, Vancouver | Challenger     | 100 000 $      | Dur (ext.)      | Frédéric Niemeyer   | Sam Querrey        | 4-6, 6-4, 6-3      |                |
| 8  | 28-07-2008 | Odlum Brown Vancouver Open, Vancouver | Challenger     | 100 000 $      | Dur (ext.)      | Dudi Sela           | Kevin Kim          | 6-3, 6-0           |                |
| 9  | 03-08-2009 | Odlum Brown Vancouver Open, Vancouver | Challenger     | 100 000 $      | Dur (ext.)      | Márcos Baghdatís    | Xavier Malisse     | 6-4, 6-4           |                |
| 10 | 02-08-2010 | Odlum Brown Vancouver Open, Vancouver | Challenger     | 100 000 $      | Dur (ext.)      | Dudi Sela           | Ričardas Berankis  | 7-5, 6-2           |                |
| 11 | 01-08-2011 | Odlum Brown VanOpen, Vancouver        | Challenger     | 100 000 $      | Dur (ext.)      | James Ward          | Robby Ginepri      | 7-5, 6-4           |                |
| 12 | 30-07-2012 | Odlum Brown VanOpen, Vancouver        | Challenger     | 100 000 $      | Dur (ext.)      | Igor Sijsling       | Sergueï Bubka      | 6-1, 7-5           |                |
| 13 | 29-07-2013 | Odlum Brown VanOpen, Vancouver        | Challenger     | 100 000 $      | Dur (ext.)      | Vasek Pospisil      | Daniel Evans       | 6-0, 1-6, 7-5      |                |
| 14 | 28-07-2014 | Odlum Brown VanOpen, Vancouver        | Challenger     | 100 000 $      | Dur (ext.)      | Márcos Baghdatís    | Farrukh Dustov     | 7-66, 6-3          |                |
| 15 | 17-08-2015 | Odlum Brown VanOpen, Vancouver        | Challenger     | 100 000 $      | Dur (ext.)      | Dudi Sela           | John-Patrick Smith | 6-4, 7-5           |                |
|    | 2016       | Pas de tournoi                        | Pas de tournoi | Pas de tournoi | Pas de tournoi  | Pas de tournoi      | Pas de tournoi     | Pas de tournoi     | Pas de tournoi |
| 16 | 14-08-2017 | Odlum Brown VanOpen, Vancouver        | Challenger     | 100 000 $      | Dur (ext.)      | Cedrik-Marcel Stebe | Jordan Thompson    | 6-0, 6-1           |                |
| 17 | 13-08-2018 | Odlum Brown VanOpen, Vancouver        | Challenger     | 100 000 $      | Dur (ext.)      | Daniel Evans        | Jason Kubler       | 4-6, 7-5, 7-63     |                |
| 18 | 12-08-2019 | Odlum Brown VanOpen, Vancouver        | Challenger     | 108 320 $      | Dur (ext.)      | Ričardas Berankis   | Jason Jung         | 6-3, 5-7, 6-4      |                |

### Double
| No | Date       | Nom et lieu du tournoi                | Catégorie      | Dotation       | Surface         | Vainqueurs                         | Finalistes                         | Score                   |                |
| -- | ---------- | ------------------------------------- | -------------- | -------------- | --------------- | ---------------------------------- | ---------------------------------- | ----------------------- | -------------- |
| 1  | 28-09-1970 | Rothmans Open, Vancouver              | WCT            | NC $           | Moquette (int.) | Roy Emerson Rod Laver              | Pierre Barthès Nikola Pilić        | 6-1, 6-4, 6-3           |                |
| 2  | 11-10-1971 | Rothmans International, Vancouver     | WCT            | NC $           | Dur (ext.)      | Roy Emerson Rod Laver              | John Alexander Phil Dent           | 5-7, 6-7, 6-0, 7-5, 7-6 |                |
| 3  | 23-10-1972 | Rothmans Canadian Open, Vancouver     | WCT            | NC $           | Dur (ext.)      | John Newcombe Fred Stolle          | Cliff Drysdale Allan Stone         | 7-6, 6-0                |                |
| 4  | 02-04-1973 | Rothmans International, Vancouver     | WCT            | NC $           | Dur (ext.)      | Pierre Barthès Roger Taylor        | Tom Gorman Erik van Dillen         | 5-7, 6-3, 7-6           |                |
|    | 1974-2004  | Pas de tournoi                        | Pas de tournoi | Pas de tournoi | Pas de tournoi  | Pas de tournoi                     | Pas de tournoi                     | Pas de tournoi          | Pas de tournoi |
| 5  | 01-08-2005 | Odlum Brown Vancouver Open, Vancouver | Challenger     | 100 000 $      | Dur (ext.)      | Ashley Fisher Tripp Phillips       | Huntley Montgomery Rajeev Ram      | 7-66, 1-6, 6-3          |                |
| 6  | 31-07-2006 | Odlum Brown Vancouver Open, Vancouver | Challenger     | 100 000 $      | Dur (ext.)      | Eric Butorac Travis Parrott        | Rik De Voest Glenn Weiner          | 4-6, 6-3, [11-9]        |                |
| 7  | 30-07-2007 | Odlum Brown Vancouver Open, Vancouver | Challenger     | 100 000 $      | Dur (ext.)      | Rik De Voest Ashley Fisher         | Alex Kuznetsov Donald Young        | 6-1, 6-2                |                |
| 8  | 28-07-2008 | Odlum Brown Vancouver Open, Vancouver | Challenger     | 100 000 $      | Dur (ext.)      | Eric Butorac Travis Parrott        | Rik De Voest Ashley Fisher         | 6-4, 7-63               |                |
| 9  | 03-08-2009 | Odlum Brown Vancouver Open, Vancouver | Challenger     | 100 000 $      | Dur (ext.)      | Kevin Anderson Rik De Voest        | Ramón Delgado Kaes Van't Hof       | 6-4, 6-4                |                |
| 10 | 02-08-2010 | Odlum Brown Vancouver Open, Vancouver | Challenger     | 100 000 $      | Dur (ext.)      | Treat Conrad Huey Dominic Inglot   | Ryan Harrison Jesse Levine         | 6-4, 7-5                |                |
| 11 | 01-08-2011 | Odlum Brown VanOpen, Vancouver        | Challenger     | 100 000 $      | Dur (ext.)      | Treat Conrad Huey Travis Parrott   | Jordan Kerr David Martin           | 6-2, 1-6, [16-14]       |                |
| 12 | 30-07-2012 | Odlum Brown VanOpen, Vancouver        | Challenger     | 100 000 $      | Dur (ext.)      | Maxime Authom Ruben Bemelmans      | John Peers John-Patrick Smith      | 6-4, 6-2                |                |
| 13 | 29-07-2013 | Odlum Brown VanOpen, Vancouver        | Challenger     | 100 000 $      | Dur (ext.)      | Jonathan Erlich Andy Ram           | James Cerretani Adil Shamasdin     | 6-1, 6-4                |                |
| 14 | 28-07-2014 | Odlum Brown VanOpen, Vancouver        | Challenger     | 100 000 $      | Dur (ext.)      | Austin Krajicek John-Patrick Smith | Marcus Daniell Artem Sitak         | 6-3, 4-6, [10-8]        |                |
| 15 | 17-08-2015 | Odlum Brown VanOpen, Vancouver        | Challenger     | 100 000 $      | Dur (ext.)      | Treat Conrad Huey Frederik Nielsen | Yuki Bhambri Michael Venus         | 7-64, 63-7, [10-5]      |                |
|    | 2016       | Pas de tournoi                        | Pas de tournoi | Pas de tournoi | Pas de tournoi  | Pas de tournoi                     | Pas de tournoi                     | Pas de tournoi          | Pas de tournoi |
| 16 | 14-08-2017 | Odlum Brown VanOpen, Vancouver        | Challenger     | 100 000 $      | Dur (ext.)      | James Cerretani Neal Skupski       | Treat Conrad Huey Robert Lindstedt | 7-66, 6-2               |                |
| 17 | 13-08-2018 | Odlum Brown VanOpen, Vancouver        | Challenger     | 100 000 $      | Dur (ext.)      | Luke Bambridge Neal Skupski        | Marc Polmans Max Purcell           | 4-6, 6-3, [10-6]        |                |
| 18 | 12-08-2019 | Odlum Brown VanOpen, Vancouver        | Challenger     | 108 320 $      | Dur (ext.)      | Robert Lindstedt Jonny O'Mara      | Treat Conrad Huey Adil Shamasdin   | 6-2, 7-5                |                |